# 회덕중학교
회덕중학교(懷德中學校)는 대한민국 대전광역시 대덕구 와동에 있는 공립 중학교이다.

## 학교 연혁
- 1969년 10월 14일 : 회덕중학교 설립인가
- 1970년 2월 2일 : 초대 박준기 교장 취임
- 1970년 3월 6일 : 개교 및 입학식(3학급)
- 2006년 3월 1일 : 13학급으로 학칙 변경 인가
- 2024년 1월 18일 : 제52회 졸업식(40명, 총 10,134명)
- 2024년 3월 1일 : 제23대 양대석 교장 취임
- 2024년 3월 4일 : 2024학년도 제55회 입학식(40명)

## 참고 자료
- 회덕중학교 - 한국교육학술정보원 학교알리미